# 적미군
적미군(赤眉軍)은 중국 양한교체기 시기에 일어났던 반란군이다. 중원에서 할거했으나 광무제에 의해 모두 평정된다. 눈썹을 붉게 칠했기에 사료 상에는 적미(赤眉)라고 불리고 있다.

## 발생과 명칭의 유래
천봉 5년(18년) 번숭 등이 낭야군 거현(莒縣)에서 거병하여, 처음에는 백여 명 정도가 모여 태산으로 들어갔다. 당시 청주, 서주에 큰 기근이 들어 도적들이 봉기하였는데, 이들이 번숭을 용맹하다고 여겨 따랐으므로, 번숭의 세력은 1년 만에 만여 명이 되었다. 또한 낭야군 사람 방안(逄安), 동해군(東海郡) 사람 서선(徐宣), 사록(謝祿), 양음(楊音) 등의 거병 세력들도 번숭에게 가담했는데 이들의 수가 수만 명에 달했다.
번숭 등은 처음에는 단지 가난해서 도적이 되었으므로 성을 공격하고 땅을 점령할 계책을 갖고 있지 않았다. 무리가 많아지다 보니 '살인하는 자는 죽이며, 상처를 입히는 자는 그대로 되갚아서 상처를 입힌다'는 규약을 세웠으나, 약속을 구두로 하고 문서나 깃발, 호령 같은 것이 없었다. 무리 중에서 제일 높은 자를 '삼로(三老)'라 불렀는데, 이는 번숭이 거병 당시 스스로를 부르던 호칭이었다. 그 밑으로 종사(從事), 졸사(卒史)가 있었으며, 서로를 '거인(巨人)'이라 불렀다고 한다.
번숭군의 규모가 커지고 이곳 저곳을 돌아다니며 약탈을 일삼게 되자, 왕망은 사자를 각 군(郡)과 국(國)에 보내 이들을 공격하게 하였으나 이길 수 없었다. 급기야 지황 3년(22년)에는 번숭군이 관군을 크게 이겨서 1만여 명을 죽이고 청주 지역을 약탈하기에 이르렀다. 이에 왕망은 그해 4월에 태사 왕광(王匡)과 경시장군(更始將軍) 염단(廉丹)에게 정예군 10만 명을 이끌고 이들을 공격하게 했다. 번숭 등은 왕망이 보낸 군사들과 싸우려 하였으나, 자신의 무리들이 왕망의 군사들과 섞여 병란을 일으킬 것을 두려워하였다. 따라서 번숭군은 눈썹을 붉게 물들여서 아군의 표식을 삼았다. 이로 인하여 번숭군의 이름이 적미(赤眉), 즉 붉은 눈썹으로 불리게 되었다.

## 세력의 확대
같은해 겨울, 적미군은 왕광과 염단의 군대를 무찔러 만여 명을 살해하였다. 염단은 이때 전사하였고, 왕광은 도주하였다. 이후 적미군은 십여 만의 병사를 동원할 수 있는 세력으로 성장하였고, 낭야군 출신의 반란군 지도자 여모가 죽은 뒤에는 그녀가 이끌던 반란군의 일부도 적미군에 가담하였다. 적미군은 동해군을 공격하였으나 패배하여 수천 명의 사망자를 내고 물러났다. 그 후 초(楚), 패(沛), 여남(汝南), 영천(潁川) 등의 군을 약탈하고 진류군에 들어가, 노성(魯城)을 함락시키고 복양에까지 이르렀다.

## 같이 보기
- 적미의 난

## 출전
- 반고, 《한서》 권99하 왕망전 하
- 범엽, 《후한서》 권11 유현유분자열전 중 유분자전